# Aéroport de Komatsu
L'aéroport de Komatsu (小松飛行場, Komatsu hikōjō), code IATA : KMQ • code OACI : RJNK, est un aéroport japonais desservant la ville de Komatsu, dans la préfecture d'Ishikawa, ainsi que les villes avoisinantes, dont en particulier la plus grande, Kanazawa. C'est l'aéroport le plus important de la région de Hokuriku.
La Force aérienne d'autodéfense japonaise de la  Base aérienne de Komatsu (小松基地 Komatsu Kichi) partage la piste de l'aéroport avec l'aviation civile; mais occupent deux taxiways distincts. La Base héberge un "Kōkū-sai" (Show aérien) chaque septembre.
L'aéroport dispose d'un seul terminal passager, hébergeant les activités domestiques et internationales. Le Terminal Cargo, nommé HIACT (Hokuriku International Air Cargo Terminal), dirigé par un consortium entre le  gouvernement et des entreprises, ambitionne d'être une plate-forme importante vers l'Europe et d'autres continents.

## Histoire
L'aéroport est à l'origine une base de la Marine impériale japonaise durant la Seconde Guerre mondiale. La construction des pistes est-ouest de 1 500 mètres et nord-sud de 1 700 mètres est complétée en 1944.
Les Forces armées des États-Unis prennent la base à la fin de la guerre en 1945 et installent une station radar. Des vols occasionnels vers Osaka et Nagoya débutent en 1955.
La base est ensuite dirigée par la Force aérienne d'autodéfense japonaise en 1958, et la Base de Komatsu est officiellement inaugurée en 1962. Des vols réguliers vers Osaka et Nagoya débutent en 1962, à l'aide de Douglas DC-3, puis vers Tokyo en 1963 à l'aide de Fokker F.27. Le premier vol international, un vol charter vers Hong-Kong, a lieu en  1973.
- 1960 La piste est rallongée à 2 400 mètres. L'aéroport devient à la fois civil et militaire.
- 1964 la piste est rallongée à 2 700 mètres pour accueillir des F-104J.
- 1973 Premier jet (Boeing 737).
- 1979 Début de la liaison avec Séoul.
- 1981 Le nouveau terminal domestique est terminé
- 1984 Le nouveau terminal international est terminé
- 1994  Le Terminal Cargo International HIACT est terminécomplete.
- 1994 Cargolux débute des vols réguliers vers le Luxembourg.
- 2002 Le nouveau terminal HIACT est complété
- 2004 La nouvelle tour de contrôle entre en service
- 2007 Ouverture d'un nouveau terminal cargo domestique.

## Statistiques
Pour des raisons techniques, il est temporairement impossible d'afficher le graphique qui aurait dû être présenté ici.

Voir la requête brute et les sources sur Wikidata.

## Situation

### Carte des 50 principaux aéroports du Japon
| Akita Amami Aomori Asahikawa Chūbu Fukuoka Fukushima Hakodate Hanamaki Hiroshima Ibaraki Ishigaki Izumo Kagoshima Kansai Kitakyushu Kobe Kōchi Komatsu Kumamoto Kumejima Kushiro Iwakuni Matsuyama Memanbetsu Miho-Yonago Misawa Miyako Miyazaki Nagasaki Nagoya Naha Tokyo · Narita Niigata Ōita Okayama Osaka Saga Sendai Shin-Chitose Shizuoka Shonai Takamatsu Tokachi-Obihiro Tokushima Tokyo · Haneda Tottori Toyama Tsushima Yamaguchi Ube |

## Compagnies aériennes et destinations
| Compagnies                                    | Destinations                  |
| --------------------------------------------- | ----------------------------- |
| All Nippon Airways                            | Shin-Chitose, Tokyo-Haneda    |
| All Nippon Airways opéré par ANA Wings        | Fukuoka                       |
| Cathay Pacific                                | Hong Kong                     |
| China Eastern Airlines                        | Shanghai-Pudong               |
| EVA Air                                       | Taïwan-Taoyuan                |
| Ibex Airlines                                 | Fukuoka, Sendai, Tokyo-Narita |
| Japan Airlines                                | Tokyo-Haneda                  |
| Japan Airlines opéré par Japan Transocean Air | Okinawa-Naha                  |
| Korean Air                                    | Séoul-Incheon                 |
| Tigerair Taiwan                               | Taïwan-Taoyuan                |

Édité le 09/01/2020

### Cargo
| Compagnies | Destinations                 |
| ---------- | ---------------------------- |
| Cargolux   | Dubaï, Hong Kong, Luxembourg |

## Source de la traduction
- (en) Cet article est partiellement ou en totalité issu de l’article de Wikipédia en anglais intitulé « Komatsu Airport » (voir la liste des auteurs).